# Dendroblatta gracilis
Dendroblatta gracilis är en kackerlacksart som beskrevs av Karlis Princis 1951. Dendroblatta gracilis ingår i släktet Dendroblatta och familjen småkackerlackor. Inga underarter finns listade i Catalogue of Life.